# Pierre-Joseph de Brunes de Monlouet
François-Joseph de Brunes de Mon(t)louet, né le 16 octobre 1712 à Pleine-Fougères, près de Dol-de-Bretagne, et mort le 23 août 1765 à Compiègne, est un prélat français du XVIIIe siècle, évêque de Saint-Omer (Pas-de-Calais) de 1754 à sa mort.

## Biographie
François-Joseph de Brunes de Monlouet est issu d'une famille de la noblesse bretonne. Il est le fils cadet de Julien-Judes de Brunes de Montlouët et de Françoise-Thérèse Symon, dame de l'Épinay. 
Il est choisi comme grand vicaire par Jean-François-Louis Dondel, évêque de Dol-de-Bretagne; il est également  archidiacre et chanoine de Dol. Il est nommé abbé de l'abbaye royale de Beaulieu en Bretagne. 
Il est nommé évêque de Saint-Omer en 1754. Il est consacré le 12 février 1755 dans l'église des religieuses bénédictines de Conflans (à Charenton) par Christophe de Beaumont, archevêque de Paris, assisté de Bertrand-Jean-Baptiste-René du Guesclin, évêque de Cahors et d'Armand de Roquelaure, évêque de Senlis.
Il mène une politique très hostile aux jansénistes avec l'appui de plusieurs jésuites.